# Jouet mécanique en métal
Ne doit pas être confondu avec Tin Toy.

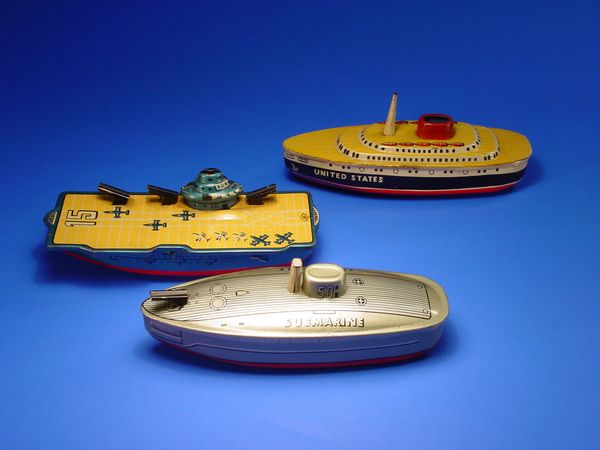
Jouets mécaniques en métal

Un jouet mécanique en métal (anglais : tin toy) est un jouet mécanique faite de fer-blanc et peints avec des couleurs vives par la chromolithographie pour ressembler à un personnage ou un véhicule.
De nombreuses marques ont participé des années  1920 aux années 1970 à l'essor de ce type de jouet. On peut citer notamment les marques comme joustra (marque française) ou Paya (marque espagnole).
À ce jour, le jouet mécanique, disparu depuis les années 1980 revient à la mode grâce à des refabrications chinoises utilisant les mêmes moules en métal que ceux utilisés par les deux marques citées ci-dessus. Ces jouets sont importés en France et mis en avant par des sites internet comme http://www.lejouetmecanique.fr.
Au XXe siècle, ces jouets étaient destinés aux enfants alors que maintenant, ce sont plutôt des jouets de collection destiné à un public adulte.
Ces petits robots (bateaux, voitures …) en métal qu’il fallait remonter avec une clef pour les faire marcher se sont transformés en robots quasi intelligents et autonomes qui peuvent apprendre écouter et se déplacer sans l’assistance humaine. (ou avec une télécommande pour les voitures, bateaux …)